# Wilhelm Hug

Wilhelm Hug

Gustav Wilhelm Hug (* 2. Juni 1880 in Endingen am Kaiserstuhl; † 12. Oktober 1966 in Tiengen, heute Waldshut-Tiengen) war ein deutscher Forstmann und Politiker (NSDAP). Hug war von 1933 bis 1945 als Landesforstmeister Leiter der badischen Forstverwaltung.

## Leben und Wirken
Nach dem Besuch der Volksschule (1886–1891) und des humanistischen Gymnasiums (1891–1900) gehörte Hug ein Jahr lang dem 5. Badischen Feldartillerie-Regiment Nr. 76 an. Danach studierte er von 1901 bis 1907 Forstwissenschaften, Staatswissenschaften und Philosophie in Freiburg im Breisgau, Karlsruhe und Straßburg sowie an der Technischen Hochschule Karlsruhe und schloss das Studium mit dem Staatsexamen ab. 1908 heiratete er.
Ab 1908 war Hug Förster im badischen Staatsdienst. Nach einer dreijährigen Beschäftigung als Forstpraktikant wurde er nach der forstlichen Staatsprüfung 1911 zum Forstassessor ernannt. Von August 1914 bis Ende 1918 nahm Hug am Ersten Weltkrieg teil, in dem er als Feldartillerieoffizier an der Westfront eingesetzt wurde.
Noch 1918 wurde er zum Forstamtmann und 1923 schließlich zum Forstmeister befördert. Im selben Jahr wurde Hug Dienstvorstand des Forstamtes Jestetten. 1926 folgte die Ernennung zum Forstrat. Er war ferner Mitglied des Bürgerausschusses von Jestetten und ab 1930 der Naturforschenden Gesellschaft.
Zum 1. Oktober 1930 trat Hug in die NSDAP ein (Mitgliedsnummer 336.487). Am 18. März 1932 wurde er wegen seiner Betätigung für die NSDAP seines Amtes als badischer Forstrat enthoben und in den einstweiligen Ruhestand versetzt. Der SA gehörte Hug von 1920 bis 1923 und von 1925 bis 1931 an. Ab November 1930 war Hug als SA-Schulungsleiter und Ortsgruppenleiter in Jestetten tätig. Von 1931 bis 1933 war Hug Kreisleiter der NSDAP in Waldshut und begründete dort die SS, HJ und das NSKK.
Mit der Reichstagswahl vom März 1933 wurde er Mitglied des achten Reichstags der Weimarer Republik, in dem er bis zu seiner vorzeitigen Mandatsniederlegung am 30. Juni desselben Jahres den Wahlkreis 32 (Baden) vertrat. Hugs Mandat wurde anschließend von Adalbert Ullmer übernommen. Während seiner kurzen Abgeordnetenzeit stimmte Hug unter anderem für das Ermächtigungsgesetz vom 24. März 1933, das die juristische Grundlage für die Errichtung der NS-Diktatur bildete.
Während der Zeit des Nationalsozialismus  war Hug, den der mit ihm bekannte Dichter Ernst Wiechert später als einen „unerschütterlich überzeugten Nationalsozialisten“ beschrieb, Landesforstmeister von Baden. Zum 1. April 1933 war Hug die Leitung der Forstabteilung des Finanz- und Wirtschaftsministeriums in Karlsruhe übertragen worden. Hug erreichte damit den Höhepunkt seiner forstwirtschaftlichen Laufbahn. Als Wiechert 1938 verhaftet und in ein Konzentrationslager eingewiesen wurde, kam er schließlich aufgrund der Fürsprache Hugs, der Träger des Goldenen Parteiabzeichens war und Heinrich Himmler persönlich kannte, wieder frei. Hug leitete von 1933 bis Kriegsende die Landesgruppe Baden des Deutschen Forstvereins und war von 1934 bis 1945 amtierender badischer Landesjägermeister.
Hug kandidierte erfolglos zur Wahl des „Großdeutschen Reichstages am 10. April 1938“. 1939 war Hug Gauhauptstellenleiter und NSDAP-Kreisleiter z. b. V.
Nach Ende des Zweiten Weltkrieges wurde Hug aus dem Staatsdienst entlassen und 1949 als „Minderbelasteter“ entnazifiziert.

## Schriften
- Die forstlichen Verhältnisse Badens, 1936.